# Steinernes Meer

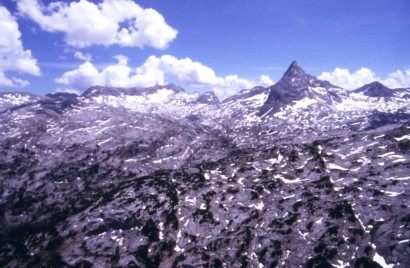
Marea de Piatră

Steinernes Meer (Marea de Piatră) este un platou calcaros înalt situat în regiunea de nord din masivul Alpii Calcaroși, platoul se află situat o parte în Bavaria (Berchtesgadener Alpen) din Germania și o parte în landul Salzburg din Austria. La poalele versantului nordic se află lacul Königssee. La nord se învecinează cu munții Hochkalter și Watzmann, la nord-est cu Hagengebirge și la sud-est cu Hochkönig. Platoul muntos se întinde pe o suprafață de 160 km² fiind cel mai întins platou din masivul Berchtesgadener Alpen. O suprafață de 55 km2 din platou are altitudinea de peste 2000 m deasupra n.m. Spre sud versanții abrupți ai platoului limitează bazinul Saalfelden. Regiunea platoului ce aparține de Bavaria face parte din Parcul Național Berchtesgaden, iar partea austriacă face parte dintr-o „Rezervația naturală alpină”.

## Piscuri
| - Selbhorn, 2.655 m - Schönfeldspitze, 2.653 m - Brandhorn, 2.609 m - Großer Hundstod, 2.594 m - Langeck, 2.593 m - Funtenseetauern, 2.578 m - Wildalmkirchl, 2.578 m - Schareck, 2.567 m - Poneck, 2.559 m - Grießkogel, 2.543 m - Graskopf, 2.519 m - Wildalmrotenkopf, 2.515 m | - Mannlköpfe, 2.505 m - Breithorn, 2.504 m - Mitterhorn, 2.491 m - Aulhorn, 2.481 m - Wurmkopf, 2.451 m - Reißhorn, 2.411 m - Schindlkopf, 2.356 m - Alpriedelhorn, 2.351 m - Persailhorn, 2.347 m - Schneiber, 2.330 m - Laubwand, 2.312 m | - Sommerstein, 2.308 m - Brandenberg, 2.302 m - Gjaidkopf, 2.268 m - Schottmalhorn, 2.232 m - Rotwandl, 2.231 m - Finstersbachköpfe, 2.163 m - Viehkogel, 2.158 m - Großer Hirsch, 1.993 m - Rauchkopf, 1.953 m - Glunkerer, 1.932 m - Simetsberg, 1.889 m |